# Lateolabrax
Lateolabrax — рід риб, що належить до монотипічної родини Lateolabracidae. Представники роду поширені в теплих прибережних водах у морів західної Пацифіки.

## Характеристика
Представники роду можуть досягати максимальної довжиною близько одного метра, але зазвичай набагато менше. Максимальна вага становить 8,7 кг до 9,1. Їх спинний плавець має 12-15 шипів і 12-14 м'яких променів, в анальному плавці - три шипи і від семи до дев'яти м'якими променів.
Формула плавців: Спинний XII-XV/12-14, анальний III/7-9.

## Спосіб життя
Живуть у прибережних водах морів, молодь також проникає до річок, але завжди повертаються на нерест до моря. Молодь живиться зоопланктоном, старші споживають креветок і дрібну рибу. Вони є протогенічним гермафродитами: при народженні всі є самицями, а у віці двох років змінюють стать на самців. Взимку риби мігрують на глибини.

## Систематика
Найбільш спорідненими до родини Lateolabracidae є глибоководні риби родини Epigonidae, а також Percichthyidae і Howellidae. Іноді їх разом виділяють у спільний підряд Epigonoidei.
Рід Lateolabrax містить два види:
- Lateolabrax japonicus — Судзукі
- Lateolabrax latus

## Гоподарське значення
Обидва види є важливими промисловими об'єктами, також відіграють важливу роль в традиційній китайській медицині.